# أندروس خريستوفي
أندروس خريستوفي (باليونانية: Άνδρος Χριστοφή)‏ هو لاعب كرة قدم قبرصي في مركز حراسة المرمى، ولد في 21 أبريل 1969. شارك مع منتخب قبرص لكرة القدم. أما مع النوادي، فقد لعب مع أريس ليماسول.

## وصلات خارجية
- أندروس خريستوفي على موقع قاعدة بيانات كرة القدم.إي يو (الإنجليزية)
- أندروس خريستوفي على موقع ناشيونال فوتبول تيمز (الإنجليزية)